# Burg Traubling
Die Burg Traubling ist eine abgegangene Burg in Ortslage gegenüber dem heutigen Gasthof Altes Schloss im Gemeindeteil Niedertraubling der Gemeinde Obertraubling im Landkreis Regensburg in Bayern. In der zweiten Hälfte des 17. Jahrhunderts wurde die Burg zum Wasserschloss Niedertraubling umgestaltet. Die Anlage ist unter der Aktennummer D-3-75-179-5 als Baudenkmal verzeichnet. „Archäologische Befunde und Funde im Bereich des abgebrochenen Schlosses von Niedertraubling, zuvor mittelalterliche Burg“ werden als Bodendenkmal unter der Aktennummer D-3-7039-0190 geführt.

## Geschichte
Erstmals erwähnt wurde die Niederungsburg am 21. Januar 1343, als „Fridrich der Weichsär von Traubling“ dem Regensburger Bischof eine Dienstverschreibung ausstellte. Er versprach darin: „meinem genädigen herren Bischof Hainrich ze Regenspurch … treuleichen ze dienen und ze warten mit meiner Veste ze Traubling“. Dies ist nachzulesen auf Seite 859 im Codex chronologico-diplomaticus episcopatus Ratisbonensis. Die Anlage ist aber sicherlich älter, denn schon seit 1309 führte Friedrich (I.) den Zusatz „von Traubling“ und man darf durchaus annehmen, dass es ein im Besitz des Geschlechtes befindliches Schloss gegeben hat. Von 1151 bis 1280 waren die Weichser von Traubling auf dem Schloss Weichs bei Regensburg ansässig gewesen.
1367 sind die Weichser durch das Hochstift Regensburg von Niedertraubling vertrieben worden und die Veste Traubling an den Ritter Kontrad Lichtenberger weitergegeben worden. In einem Spruchbrief von 1369 musste der Bischof die dem Lichtenberger gegenüber fällige Auslösesumme zurückerstatten und die Burg kam wieder in den Besitz der Weichser.

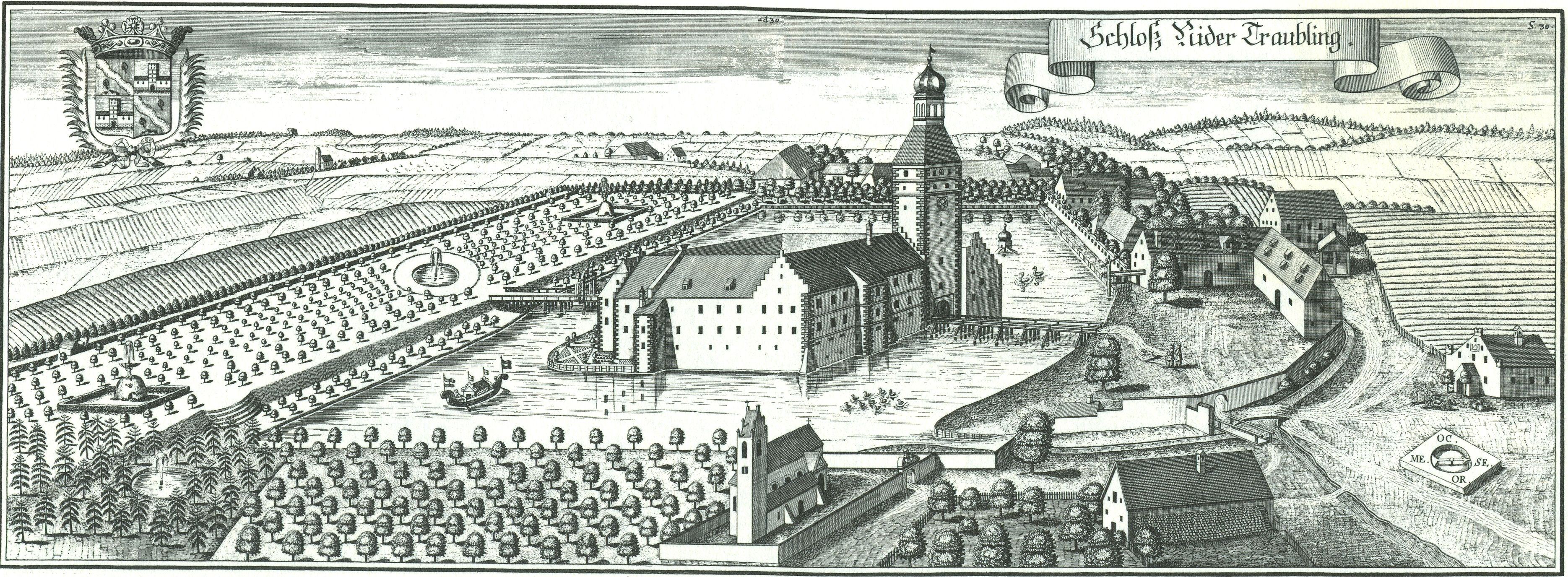
Schloss Niedertraubling nach Michael Wening Historico-Topographica Descriptio 1701–1726

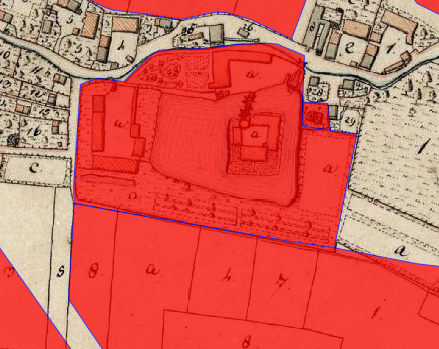
Lageplan von Burg Traubling auf dem Urkataster von Bayern

Im 14. Jahrhundert traten die Nothafft die Besitznachfolge in Niedertraubling an. 1471 ist der gemeinschaftliche Besitz der Schlösser Wernberg, Runding, Haybach und Traubling durch das Geschlecht der Nothaft beurkundet. 1474 ist die Schlichtung eines Streits zwischen Georg und Albrecht Nothaft, den Söhnen von Albrecht Nothaft, die Schlösser Runding, Wernberg, Haibach und Traubling betreffend, im 35. Brief, fol. 77–80 im Bayerischen Hauptstaatsarchiv München beurkundet.
Als erster aus der Ritterschaft kündigte Nothaft von Traubling dem Herzog seine Dienste auf. Im Verlauf der mehrjährigen Kämpfe wurden die Burgen der Löwler zerstört, darunter auch Köfering und Triftlfing. Nur dem Umstand, dass während der Belagerung der Niedertraublinger Burg 1492 König Maximilian, der spätere Kaiser, den Frieden mit Herzog Albrecht anbahnte, war es zu verdanken, dass die Niedertraublinger Burg nicht auch geschleift wurde.
Durch den Löwlerkrieg geriet der Sohn Heinrich IV. von Nothaft derart in Schulden, dass er am 21. November 1530 die Hofmark Niedertraubling nebst Embach, Mangolding und Sengkofen an seinen Schwager Christoph Freiherrn von Schwarzenberg verkaufen musste. 1565 kamen die Maxlrainer in den Besitz der Hofmark Niedertraubling und der zugehörigen Dörfer Mangolding und Sengkofen.
Ein besonderes Ereignis war der Besuch von Kaiser Matthias (1612–1619) bei Georg von Maxlrain. Der Kaiser reiste mit Gefolge am 30. Juli 1613 von Straubing nach Regensburg und wollte in Pfatter übernachten. Da aber dort bereits die Pest herrschte, kehrte er im Schloss Niedertraubling ein. Er übernachtete und hielt am 31. Juli einen Ruhetag. Am 1. August nahm er noch sein Frühmal ein und zog dann durch Obertraubling zum Reichstag nach Regensburg weiter.
Georg von Maxlrain starb 1631. Sein Nachfolger war Christoph von Gleißental. 1636 heiratete dieser in 2. Ehe die Witwe von Georg von Maxlrain. Gleißental, der evangelisch war, starb 1650 in Regensburg. Bereits am 30. Juni 1644 folgte ihm der Württemberger Ulrich Schad von Mitterbibrach, bayerischer Kämmerer und Landsteuer-Einnehmer, nach.
In der Topographia Bavariae des Matthäus Merian zu Traublingen steht: „von den Schwedischen / im Herbstmonat / Anno 1648. in Brand gesteckt worden“ Dabei dürfte es sich um die letzten Verwüstungen der Schweden, gegen Ende des Dreißigjährigen Krieges handeln.
Nach mehreren Besitzerwechseln im 17. Jahrhundert hatten die Freiherren von Berchem die Hofmark inne. 1839 verkaufte Wilhelm von Berchem (1810–1883) Schloss und Hofmark Niedertraubling an den Fürsten Maximilian Karl von Thurn und Taxis, der den Besitz verpachtete (1839 bis 1863 an die Familie Dietl und ab 1. Juli 1963 die Familie Lang).
Zurzeit ist die einstmals in Niedertraubling (heute Burgweinting) ansässige Familie Burkart im Besitz des Gutes und somit auch des Restes des Wasserschlosses.

## Bauwerk
Bereits Philipp Apian spricht von einer an einem Weiher gelegenen großartigen Burg. In dem Stich von Michael Wening von 1720 wird ein eindrucksvolles Wasserschloss mit einem achtgeschossigen Turm dargestellt, zu dem eine Brücke führt. Das Gebäude ist eine vierflügelige Anlage, einige Gebäude sind durch Treppengiebel verziert. Die nahezu quadratische Anlage weist eine Seitenlänge von 50 m auf. Der außerhalb gelegene Zugang über Wirtschaftsgebäude wird von einer Mauer umschlossen; auch die dazugehörige Kirche St. Peter von Neutraubling besitzt eine Mauer. In einem hinter dem Schloss liegenden Park sind mehrere Springbrunnen dargestellt.
1852 wurde der Bergfried der Wasserburg abgebrochen. Erhalten ist ein zweigeschossiger Walmdachbau, ein im Kern spätmittelalterliches Amtshaus. Ebenso findet sich noch das ehemalige Brauhaus, ein dreigeschossiger Satteldachbau mit gewölbter Einfahrt, segmentbogigen Fenstern und einer Inschrifttafel mit der Jahreszahl 1595; dazwischen liegt ein zweigeschossiger Satteldachbau mit Kniestock, der ehemalige Stadel. Reste des Wassergrabens mit einer einbogigen, nachmittelalterlichen Steinbrücke sind noch erhalten, ebenso Reste der Toreinfahrt, bestehend aus zwei Pfeilern mit Aufsätzen und Teilen einer Ziegelmauer aus dem 18./19. Jahrhundert.